# Minas Girithlin
Minas Girithlin è una città nel gioco del ruolo Girsa, che si ispira all'opera di Tolkien. Era una città fortificata che sorgeva nelle pianure dell'Eriador, precisamente nella regione del Minhiriath nord-occidentale.
Originariamente costruita come cittadella Dunedain di piccole dimensioni e di scarsa importanza, con la scissione di Arnor nei regni di Arthedain, Cardolan e Rhudaur venne scelta da re Thorondur come residenza reale, diventando de facto la capitale del nuovo stato di Cardolan e acquisendo una grande importanza politica e strategica.
La capitale del Cardolan, o meglio la residenza reale, fu spostata più volte nel corso della sua storia (in favore di Minas Malloth e Thalion), questo causò per Minas Girithlin momenti di prosperità alternati a momenti di declino.
Nonostante ciò, la consulta nobiliare si riunì sempre a Minas Girithlin, rendendola il centro del potere effettivo anche negli anni in cui la residenza reale era altrove.
Il suo spopolamento definitivo avvenne solo durante la Grande Peste che spopolò le regioni meridionali dell'Eriador nel XVII secolo della Terza Era.
Pare che infatti, data la sua posizione, sia una delle poche città del Minhiriath sopravvissuta all'invasione del Cardolan da parte di Angmar e Rhudaur.